# Monastère Troïtse-Danilov
56° 43′ 12″ N, 38° 50′ 17″ E

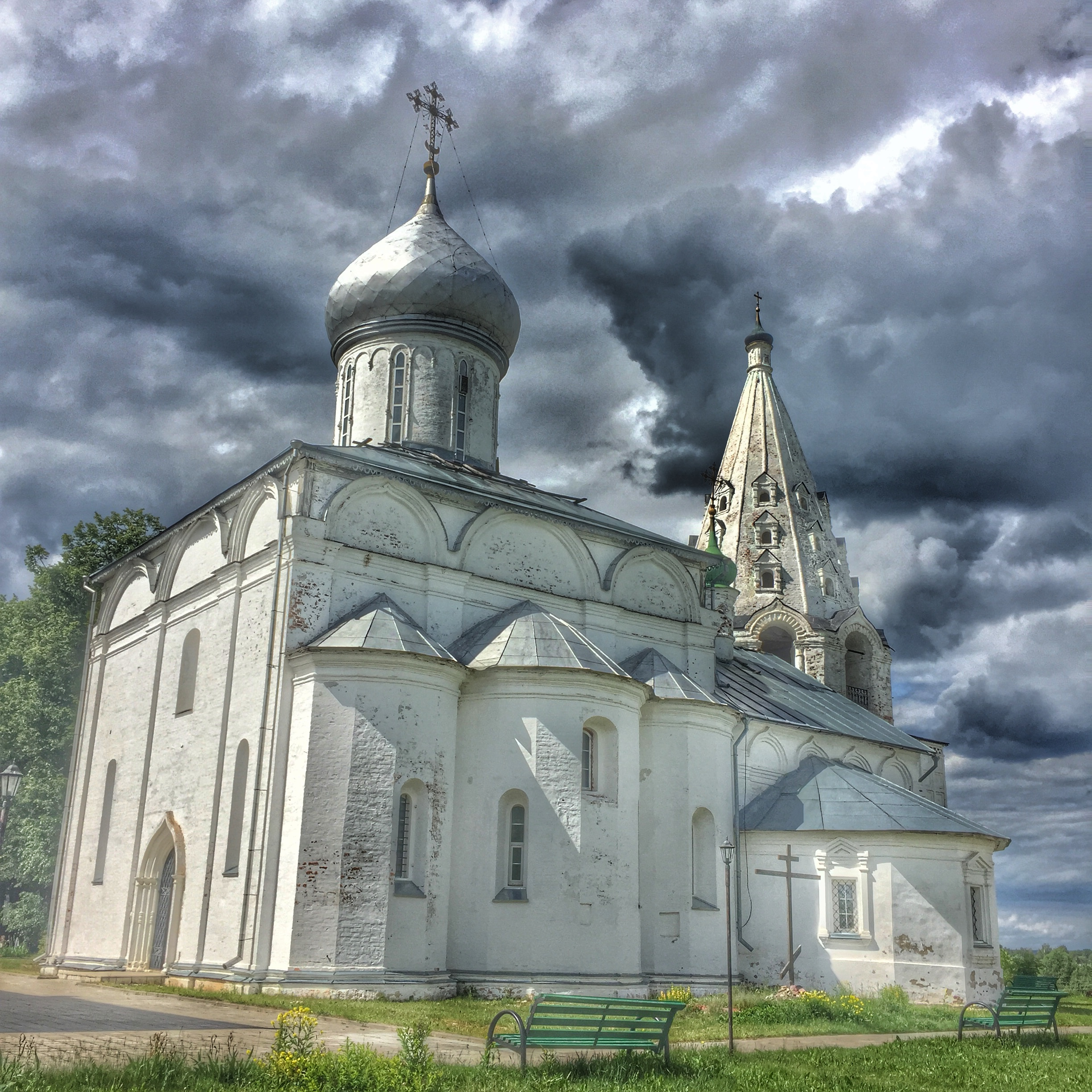
Le monastère de la Sainte-Trinité-de-Daniel

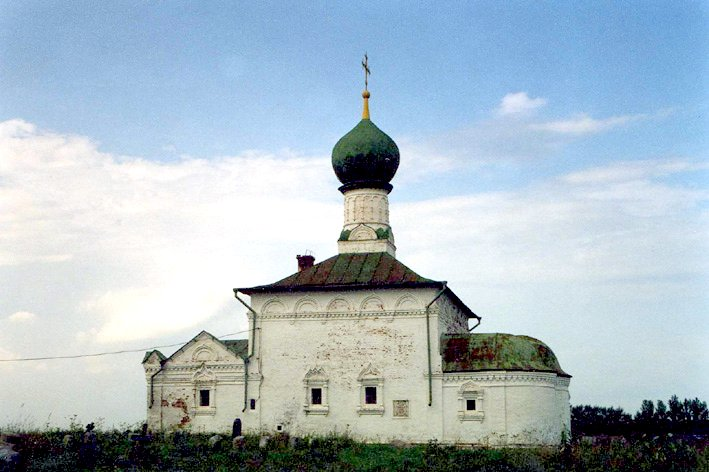
Vue de l'église

Le monastère de la Sainte-Trinité-de-Daniel (Троице-Данилов монастырь) (ou Свято-Троицкий Данилов) est un monastère russe orthodoxe, situé à Pereslavl-Zalesski dans l'Anneau d'or de Russie.

## Histoire

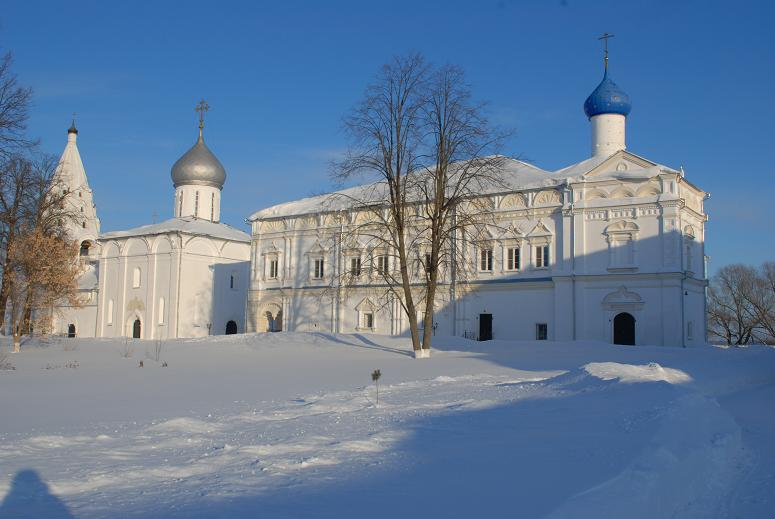
Vue du monastère en hiver.

Le monastère fut fondé en 1508 par le moine Daniel (mort en 1540), directeur spirituel de Vassili III, le père d'Ivan le Terrible. Parmi ses disciples, il y eut le moine Guérassime de Boldine qui fonda le monastère de la Sainte-Trinité-de-Boldine, à Dorogobouj près de Smolensk.
L'église abbatiale de la Sainte-Trinité fut construite en 1530-1532 pour rendre grâces de la naissance du futur Ivan le Terrible, dont Daniel fut le parrain, avec l'accord de la communauté.
Le monastère fut restauré au XVIIe siècle par le boyard Ivan Petrovitch Bariatinsky, diplomate, qui y fut enterré en 1701. L'isographe Goury Nikitine et son atelier peignirent de nouvelles fresques. Le monastère abrita l'archimandrite Grégoire (Neronov) (1591-1670) qui était en faveur du raskol, le schisme qui donna naissance aux vieux-croyants.
En 1754, au faîte de sa puissance, le monastère était le propriétaire de 18 villages, regroupant 3173 âmes de sexe masculin. 
Le monastère ferma en 1923. Une petite communauté de moines est revenue depuis 1995.

## Sources
- (ru) Cet article est partiellement ou en totalité issu de l’article de Wikipédia en russe intitulé « Свято-Троицкий Данилов монастырь » (voir la liste des auteurs).